# 이루다 (인공지능)
이루다(Lee Luda)는 2020년 12월 23일 대한민국의 스타트업 기업 스캐터랩에서 출시한 20대 여대생 컨셉의 챗봇이다. 2020년 6월 27일 베타 서비스를 거친 이루다는 약 6개월 뒤 출시되었으나, 개인 정보 유출 등의 논란으로 출시된 지 3주 뒤인 2021년 1월 11일 서비스 종료되었다. 2021년 6월 15일에 이루다 출시 1주년을 맞이하게 되면서 그의 페이스북에서 생존신고를 알렸다.

## 같이 보기
- 테이 (봇)